# Alaid
Alaid (en aleutià: Igingiinax̂, en rus Алаид) és la més occidental de les illes Semichi, un subgrup de les illes Near, a l'extrem occidental de les illes Aleutianes, al sud-oest d'Alaska. Va rebre aquest nom del russos per la seva semblança amb l'illa Alaid de les illes Kurils, Rússia.